# HPA Jupiter
Jupiter je lidskou silou poháněné letadlo postavené ve Spojeném království podle návrhu Chrise Ropera za finanční pomoci grantu od Royal Aeronautical Society. Roper pracoval na letadle v letech 1961-68, v roce 1970 projekt převzal důstojník Royal Air Force John Potter, který letadlo v roce 1972 dokončil.

## Konstrukce
Jupiter je jednoplošník klasické koncepce, pilot pohánějící letadlo sedí v samotné přídi letadla v podobné poloze jako na závodním bicyklu. Tlačná vrtule se nachází na vrcholu pylonu nad trupem. Konstrukce letadla je dřevěná, s využitím smrkového a balsového dřeva a překližky z balsového dřeva, jako potah byla použita fólie Melinex.

## Letové zkoušky
Lety s Jupiterem řízeným a poháněným Johnem Potterem byly zahájeny v roce 1972. První vzlet proběhl 9. února 1972 a 19. března 1972 byl Jupiter veřejně předveden při tiskové konferenci na základně RAF Benson, ale předváděcí let za větrného počasí skončil lehčí nehodou. Po opravě byl Jupiter vybaven podélným sklonoměrem, který ukazoval ideální polohu, při které má letadlo minimální odpor vzduchu, takže se dařily stále delší lety. V červnu 1972 byly dosaženy do té doby nejdelší lety lidskou silou poháněného letadla, obvykle je uváděn výkon 1239 m, ale Chris Roper (tvůrce Jupiteru) uvádí nejdelší vzdálenost 1071 m. To však stále na získání Kremerovy ceny nestačilo. Při jednom z letů nesl Jupiter "komerční náklad", 13,5 kg poštovních obálek s razítkem "Worlds First Man-Powered AirMail, Jupiter, 1972", které byly rozprodány sběratelům. V roce 1974 převezl John Potter Jupiter do Cranwellu, kde s ním (a dalším lidskou silou poháněným letadlem Dumbo) prováděl další lety, ale nedosáhl dalšího zlepšení. V roce 1978 se Jupiter dostal do sbírek Shuttleworth Collection, od roku 1982 je ve sbírkách Filching Manor Motor Museum v Polegate v Sussexu.

## Technické údaje
- Rozpětí křídel: 24,4 m
- Nosná plocha: 27,9 m2
- Profil křídla: NACA 65618
- Hmotnost: 66,2 kg